# Голубева, Ольга Дмитриевна
О́льга Дми́триевна Го́лубева (12 июля 1921, Павы, Петроградская губерния — 4 декабря 2003, Санкт-Петербург) — советский и российский библиотечный деятель, библиотековед, библиограф, книговед, специалист в области библиотечного и издательского дела, истории книги и русской культуры, Доктор филологических наук (1974), заслуженный работник культуры РСФСР (1969).

## Биография
Родилась 12 июля 1921 года в Павах, вскоре после рождения переехала в Ленинград. В 1937 году поступила на филологический факультет ЛГУ, однако в 1941 году учёбу она была вынуждена прервать, ибо началась Блокада Ленинграда и она с сентября 1941 года была в РККА, сандружинница 28-го санитарного поезда. После прорыва блокады в марте 1942 года возобновила учёбу и окончила университет в 1944 году. С октября 1944 года по рекомендации С. Д. Балухатого зачислена в аспирантуру ГПБ имени М. Е. Салтыкова-Щедрина по специальности «библиография русской художественной литературы».
С 1945 по 1951 и с 1986 по 2003 год являлась библиотекарем ГПБ (РНБ). В январе 1950 года защитила кандидатскую диссертацию «Демократическая печать периода первой русской революции в борьбе с литературной реакцией: (По материалам литературных сборников и альманахов в начале XX века)». 24 апреля 1951 году была назначена на должность заместителя директора по научной работе, которую занимала вплоть до 1986 года. Во время нахождении её в данной должности, кардинально улучшилась работа ГПБ путём оптимизации системы научно-исследовательских работ, организации посильной научно-методической помощи библиотекам РСФСР и современной РФ. Стали выходить из печати труды ГПБ. В 1975 году защитила в МГУ докторскую диссертацию «М. Горький — издатель».
Вошла в историю библиотечного дела как активный создатель и внедритель ББК в практику отечественных библиотек. Скончалась 4 декабря 2003 года в Санкт-Петербурге.

## Научные работы
Основные научные работы посвящены созданию фундаментальных библиографических указателей. Автор свыше 170 научных работ, а также 18 книг. Ряд научных работ были опубликованы в зарубежных СМИ, а также переведены на английский, болгарский, немецкий, румынский и словацкий языки.

### Книги
- Литературно-художественные альманахи и сборники, 1900—1911 гг. — М. : Изд-во Всесоюз. кн. палаты, 1957. — 483 с. — (Литературно-художественные альманахи и сборники : Библиогр. указатель ; Т. 1). — 2000 экз.
- Горький — издатель. — М. : Книга, 1968. — 128 с. — 5000 экз.
- В. Д. Бонч-Бруевич — издатель. — М. : Книга, 1972. — 136 с. — 4000 экз.
- На полках Публичной библиотеки : Очерки. — М. : Книга, 1978. — 111 с., [1] л. ил. — 50 000 экз. — В соавторстве с А. Л. Гольдбергом. (2-е изд., испр. и доп.: М. : Книга, 1983. — 222 с. — 34 000 экз.)
- В. И. Собольщиков / О. Д. Голубева, А. Л. Гольдберг. В. Ф. Одоевский / О. Д. Голубева. — М. : Книга, 1983. — 232 с. — (Деятели книги). — 10 000 экз.
- Одно из миниатюрных изданий «Горе от ума» А. С. Грибоедова в фондах Публичной библиотеки. — Л., 1986. — 101 с. — 500 экз.
- Н. Я. Марр и Публичная библиотека. — Тбилиси : Хеловнеба, 1986. — 163, [1] с. — 2000 экз.
- В мире книжных сокровищ. — Л. : Лениздат, 1988. — 271, [2] с. — 60 000 экз. — ISBN 5-289-00150-6.
- Хранители мудрости. — М. : Кн. палата, 1988. — 271, [1] с. — (Деятели книги). — 15 000 экз. — ISBN 5-7000-0100-4. — Об А. Н. Оленине, В. С. Сопикове, Н. И. Гнедиче, А. И. Ермолаеве, А. Х. Востокове.
- Автографы заговорили… — М. : Кн. палата, 1991. — 284, [1] с. — 40 000 экз. — ISBN 5-7000-0251-5.
- Что рассказали автографы. — СПб. : Гос. публ. б-ка, 1991. — 256 с. — 500 экз.
- М. А. Корф. — СПб : Изд-во Рос. нац. б-ки, 1995. — 165, [2] с. — (Деятели Российской национальной библиотеки). — 5000 экз. — ISBN 5-7196-0960-1.
- В. В. Стасов. — СПб. : Изд-во Рос. нац. б-ки, 1995. — 168, [13] с. — (Деятели Российской национальной библиотеки). — 5000 экз. — ISBN 5-7196-0961-X).
- И. А. Крылов. — СПб. : РНБ, 1997. — 137, [1] с. — (Деятели Российской национальной библиотеки). — 2000 экз. — ISBN 5-7196-0966-0.
- А. Н. Оленин. — СПб. : Изд-во Рос. нац. б-ки, 1997. — 191, [1] с. — (Деятели Российской национальной библиотеки). — 2000 экз. — ISBN 5-7196-0967-9.
- А. Ф. Бычков. — СПб. : РНБ, 1999. — 192 с. — (Деятели Российской национальной библиотеки). — 500 экз. — ISBN 5-8192-0030-6.
- Н. И. Гнедич. — СПб. : Изд-во Рос. нац. б-ки, 2000. — 271, [1] с. — (Деятели Российской национальной библиотеки). — 400 экз. — ISBN 5-8192-0076-4.
- В. И. Собольщиков. — СПб. : РНБ, 2001. — 200 с. — (Деятели Российской национальной библиотеки). — 200 экз. — ISBN 5-8192-0099-3.
- Н. Я. Марр. — СПб. : РНБ, 2002. — 280 с. — (Деятели Российской национальной библиотеки). — 500 экз. — ISBN 5-8192-0134-5.
- Публичная библиотека и М. Горький. — СПБ. : РНБ. 2003. — 100 с. — 400 экз. — ISBN 5-8192-0172-8.

## Издательская деятельность
- Основатель справочника «Русские советские писатели», председатель редколлегии.
- Основатель цикла книг «Деятели РНБ».

## Членство в обществах
- Первый председатель Ленинградского межведомственного совета библиотек.
- Член международного содружества книговедов «Клуб четырёх С» (Оксфорд, Великобритания).
- Член советов по библиотечной работе при Министерстве культуры СССР и координации научно-исследовательской работы при Министерстве культуры РСФСР.
- Член учёного совета ВКП.
- Член учёного совета ГБЛ.
- Член учёного совета ГПБ.